# Liste de films tournés dans le département du Nord
Un certain nombre d'œuvres cinématographiques et télévisuelles ont été tournés dans le département du Nord.
Voici une liste à compléter de films, téléfilms, feuilletons télévisés, films documentaires, clip… tournés dans le département du Nord, classés par commune et lieu de tournage et date de diffusion. 

- Haut – A
- B
- C
- D
- E
- F
- G
- H
- I
- J
- K
- L
- M
- N
- O
- P
- Q
- R
- S
- T
- U
- V
- W
- X
- Y
- Z

## A
- Haut – A
- B
- C
- D
- E
- F
- G
- H
- I
- J
- K
- L
- M
- N
- O
- P
- Q
- R
- S
- T
- U
- V
- W
- X
- Y
- Z

- Annœullin
  - 2018: Baron noir : saison 2, épisode 1 'Twins'  de Ziad Doueiri[1]

- Armentières
  - 2004 : Quand la mer monte... de Yolande Moreau et Gilles Porte
  - 2009 : Plusieurs épisodes de la série télévisée Les Petits Meurtres d'Agatha Christie
  - 2011 : Les Petits Meurtres d'Agatha Christie : Épisode 8 : Le Flux et le Reflux, série télévisée d'Éric Woreth

- Artres
  - 1993 : Germinal de Claude Berri

## B
- Haut – A
- B
- C
- D
- E
- F
- G
- H
- I
- J
- K
- L
- M
- N
- O
- P
- Q
- R
- S
- T
- U
- V
- W
- X
- Y
- Z

- Bailleul
  - 1997 : La Vie de Jésus de Bruno Dumont
  - 2004 : Quand la mer monte... de Yolande Moreau et Gilles Porte
  - 2006 : Flandres de Bruno Dumont

- Bassin minier du Nord-Pas-de-Calais
  - 1981 : Sans famille, téléfilm de Jacques Ertaud

- Bergues
  - 2008 : Bienvenue chez les Ch'tis de Dany Boon (Place Gambetta)

- Bondues
  - 2009 : Les Petits Meurtres d'Agatha Christie : Épisode 4 : La Maison du péril, série télévisée d'Éric Woreth[2]
  - 2011 : Les Petits Meurtres d'Agatha Christie : Épisode 8 : Le Flux et le Reflux, série télévisée d'Éric Woreth

- Bray-Dunes
  - 1964 : Week-end à Zuydcoote d'Henri Verneuil

## C
- Haut – A
- B
- C
- D
- E
- F
- G
- H
- I
- J
- K
- L
- M
- N
- O
- P
- Q
- R
- S
- T
- U
- V
- W
- X
- Y
- Z

- Cambrai
  - 2003 : Livraison à domicile de Bruno Delahaye

- Cassel
  - 2009 : Plusieurs épisodes de la série télévisée Les Petits Meurtres d'Agatha Christie
  - 2011 : Les Petits Meurtres d'Agatha Christie : Épisode 8 : Le Flux et le Reflux, série télévisée d'Éric Woreth
  - 2020 : Capitaine Marleau `Saison 3, Épisode 5 : Veuves mais pas trop série télévisée de Josée Dayan

- Caudry
  - 2009 : À l'origine de Xavier Giannoli

- Cobrieux
  - 2009 : Les Petits Meurtres d'Agatha Christie : épisode 4 : La Maison du péril série télévisée d'Éric Woreth

- Crespin
  - 2021 : Si on chantait de Fabrice Maruca

- Curgies
  - 2021 : Si on chantait de Fabrice Maruca

## D
- Haut – A
- B
- C
- D
- E
- F
- G
- H
- I
- J
- K
- L
- M
- N
- O
- P
- Q
- R
- S
- T
- U
- V
- W
- X
- Y
- Z

- Denain :
  - 2003 : Livraison à domicile de Bruno Delahaye

- Douai
  - 2017 : Happy End de Michael Haneke

- Dunkerque :
  - 1964 : Week-end à Zuydcoote d'Henri Verneuil
  - 1989 : Noce blanche de Jean-Claude Brisseau[3]
  - 1996 : Parfait Amour ! de Catherine Breillat
  - 1999 : Karnaval de Thomas Vincent
  - 2000 : 30 ans de Laurent Perrin
  - 2002 : Papillons de nuit de John Pepper
  - 2005 : To the Ends of the Earth, téléfilm de David Attwood
  - 2008 : Little Wenzhou, téléfilm de Sarah Lévy
  - 2009 : D'une seule voix de Xavier de Lauzanne
  - 2012 : Quand je serai petit de Jean-Paul Rouve
  - 2013 : Les Beaux Jours de Marion Vernoux
  - 2017 : Dunkirk de Christopher Nolan
  - 2018 : Baron noir : saison 2, épisode 1 'Twins'  de Ziad Doueiri[1]
  - 2019 : Capitaine Marleau `Saison 3, Épisode 5 : Veuves mais pas trop série télévisée de Josée Dayan

## E
- Haut – A
- B
- C
- D
- E
- F
- G
- H
- I
- J
- K
- L
- M
- N
- O
- P
- Q
- R
- S
- T
- U
- V
- W
- X
- Y
- Z

- Escaudain
  - 2003 : Livraison à domicile de Bruno Delahaye

## F
- Haut – A
- B
- C
- D
- E
- F
- G
- H
- I
- J
- K
- L
- M
- N
- O
- P
- Q
- R
- S
- T
- U
- V
- W
- X
- Y
- Z

## G
- Haut – A
- B
- C
- D
- E
- F
- G
- H
- I
- J
- K
- L
- M
- N
- O
- P
- Q
- R
- S
- T
- U
- V
- W
- X
- Y
- Z

- Genech
  - 2009 : Les Petits Meurtres d'Agatha Christie : épisode 4 : La Maison du péril, série télévisée d'Éric Woreth

- Grand-Fort-Philippe
  - 2012 : Quand je serai petit de Jean-Paul Rouve

## H
- Haut – A
- B
- C
- D
- E
- F
- G
- H
- I
- J
- K
- L
- M
- N
- O
- P
- Q
- R
- S
- T
- U
- V
- W
- X
- Y
- Z

- Helesmes
  - 2003 : Livraison à domicile de Bruno Delahaye

## I
- Haut – A
- B
- C
- D
- E
- F
- G
- H
- I
- J
- K
- L
- M
- N
- O
- P
- Q
- R
- S
- T
- U
- V
- W
- X
- Y
- Z

## J
- Haut – A
- B
- C
- D
- E
- F
- G
- H
- I
- J
- K
- L
- M
- N
- O
- P
- Q
- R
- S
- T
- U
- V
- W
- X
- Y
- Z

## K
- Haut – A
- B
- C
- D
- E
- F
- G
- H
- I
- J
- K
- L
- M
- N
- O
- P
- Q
- R
- S
- T
- U
- V
- W
- X
- Y
- Z

## L
- Haut – A
- B
- C
- D
- E
- F
- G
- H
- I
- J
- K
- L
- M
- N
- O
- P
- Q
- R
- S
- T
- U
- V
- W
- X
- Y
- Z

- Lambersart
  - 2009 : Épisode 3, La Plume empoisonnée de la série télévisée Les Petits Meurtres d'Agatha Christie

- Lille

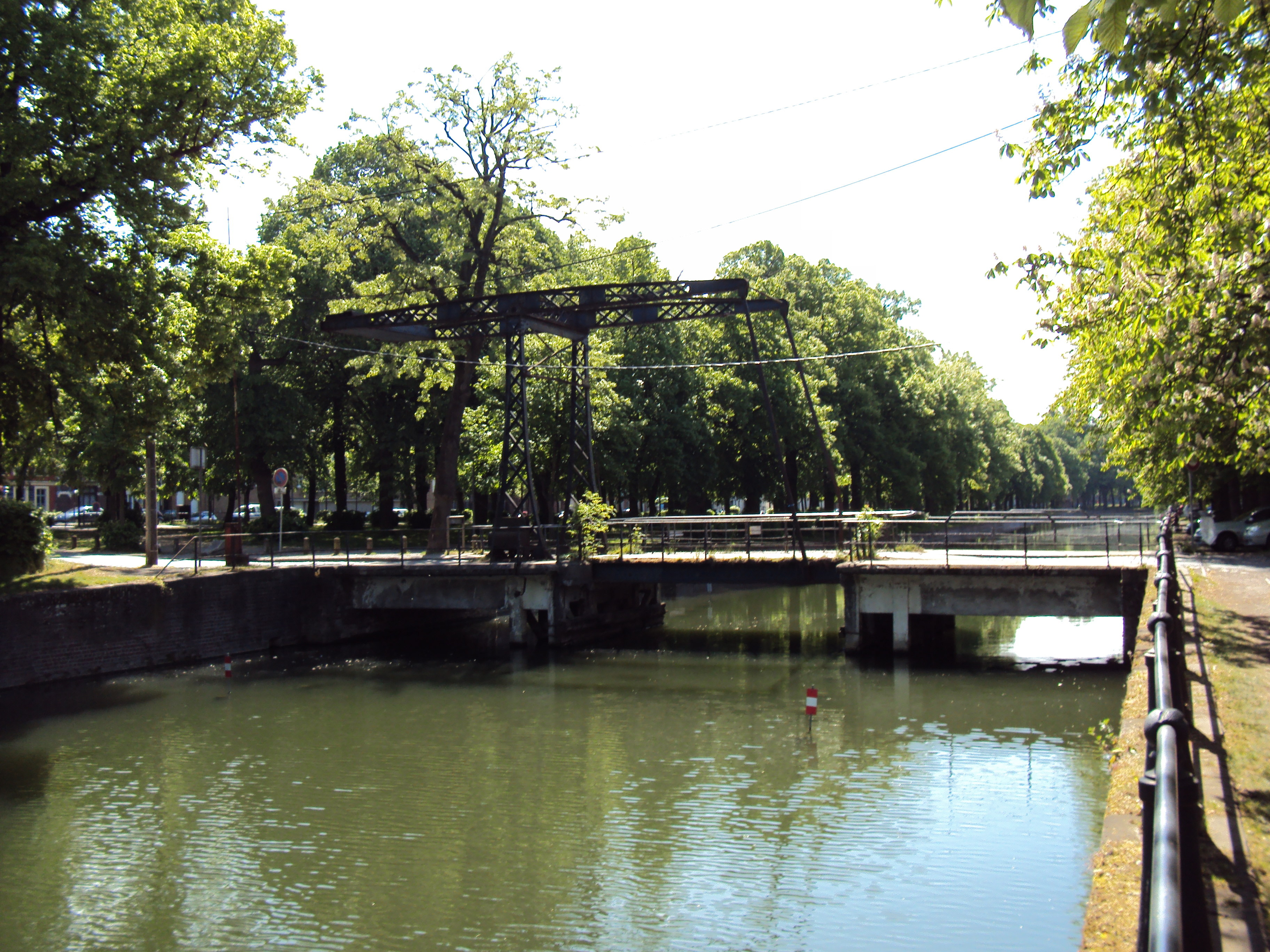
Pont du Petit Paradis à Lille ou fut tourné, en partie, L'Homme du Picardie

  - 1967 : Rue barrée, Feuilleton télévisé de André Versini
  - 1968 : L'Homme du Picardie, feuilleton télévisé de Jacques Ertaud[4],[5],[6],[7],[8],[9],[10],[11],[12]
  - 1970 : L'Aveu de Costa-Gavras
  - 1971 : Max et les Ferrailleurs de Claude Sautet
  - 1976 : Le Corps de mon ennemi d'Henri Verneuil
  - 1980 : La Femme flic d'Yves Boisset
  - 1988 : La vie est un long fleuve tranquille d'Étienne Chatiliez
  - 1998 : La Vie rêvée des anges d'Érick Zonca
  - 2002 : Carnages de Delphine Gleize
  - 2005 : Entre ses mains d'Anne Fontaine
  - 2007 : Contretemps de Jean Luc Baillet
  - 2007 : Disparition, téléfilm de Laurent Carcélès
  - 2007-2009 : Adresse inconnue, série télévisée de Clara Bourreau et Anne Viau
  - 2008 : Bienvenue chez les Ch'tis de Dany Boon[13],[14],[15],[7]
  - 2008 : Little Wenzhou, téléfilm de Sarah Lévy
  - 2009 : Plusieurs épisodes de la série télévisée Les Petits Meurtres d'Agatha Christie
  - 2010 : Protéger et servir d'Éric Lavaine
  - 2013 : La Vie d'Adèle : Chapitres 1 et 2 d'Abdellatif Kechiche[16]
  - 2018 : Baron noir : saison 2, épisode 1 'Twins'  de Ziad Doueiri[1]

- Linselles
  - 2011 : Les Petits Meurtres d'Agatha Christie : Épisode 8 : Le Flux et le Reflux, série télévisée d'Éric Woreth

## M
- Haut – A
- B
- C
- D
- E
- F
- G
- H
- I
- J
- K
- L
- M
- N
- O
- P
- Q
- R
- S
- T
- U
- V
- W
- X
- Y
- Z

- Malo-les-Bains
  - 2008 : Bienvenue chez les Ch'tis de Dany Boon
  - 2013 : Les Beaux Jours de Marion Vernoux
  - 2017 : Dunkerque de Christopher Nolan

- Marcq-en-Barœul
  - 1970 : L'Aveu de Costa-Gavras

- Maresches
  - 1993 : Germinal de Claude Berri

- Maubeuge
  - 1962 : Un clair de lune à Maubeuge de Jean Chérasse
  - 2006 : Avida de Benoît Delépine et Gustave Kervern

- Méteren
  - 2009 : Les Petits Meurtres d'Agatha Christie : Épisode 2, Am stram gram, série télévisée d'Éric Woreth

- Mouvaux
  - 2011 : Les Petits Meurtres d'Agatha Christie : Épisode 8 : Le Flux et le Reflux, série télévisée d'Éric Woreth

## O
- Haut – A
- B
- C
- D
- E
- F
- G
- H
- I
- J
- K
- L
- M
- N
- O
- P
- Q
- R
- S
- T
- U
- V
- W
- X
- Y
- Z

- Orchies
  - 2011 : Légitime défense de Pierre Lacan

- Oxelaëre
  - 2009 : Plusieurs épisodes de la série télévisée les Petits Meurtres d'Agatha Christie

## P
- Haut – A
- B
- C
- D
- E
- F
- G
- H
- I
- J
- K
- L
- M
- N
- O
- P
- Q
- R
- S
- T
- U
- V
- W
- X
- Y
- Z

- Paillencourt
  - 1993 : Germinal de Claude Berri

## Q
- Haut – A
- B
- C
- D
- E
- F
- G
- H
- I
- J
- K
- L
- M
- N
- O
- P
- Q
- R
- S
- T
- U
- V
- W
- X
- Y
- Z

- Quiévrechain
  - 2021 : Si on chantait de Fabrice Maruca

## R
- Haut – A
- B
- C
- D
- E
- F
- G
- H
- I
- J
- K
- L
- M
- N
- O
- P
- Q
- R
- S
- T
- U
- V
- W
- X
- Y
- Z

- Raismes
  - 2003 : Livraison à domicile de Bruno Delahaye
  - 2021 : Si on chantait de Fabrice Maruca

- Roubaix
  - 1970 : L'Aveu de Costa-Gavras
  - 1976 : Le Corps de mon ennemi d'Henri Verneuil
  - 1988 : La vie est un long fleuve tranquille d'Étienne Chatiliez
  - 2004 : Rois et reine d'Arnaud Desplechin (Parc Barbieux, gare de Roubaix)
  - 2007 : Un conte de Noël d'Arnaud Desplechin
  - 2013 : La Vie d'Adèle : Chapitres 1 et 2 d'Abdellatif Kechiche[16]
  - 2015 : Trois souvenirs de ma jeunesse d'Arnaud Desplechin

## S
- Haut – A
- B
- C
- D
- E
- F
- G
- H
- I
- J
- K
- L
- M
- N
- O
- P
- Q
- R
- S
- T
- U
- V
- W
- X
- Y
- Z

- Saint-Amand-les-Eaux
  - 1956 : Les Aventures de Till l'espiegle de Gérard Philipe et Joris Ivens
  - 1977 : Le Roi des bricoleurs de Jean-Pierre Mocky

- Saint-André-lez-Lille
  - 1968 : L'Homme du Picardie, feuilleton télévisé de Jacques Ertaud[12]

- Saint-Saulve
  - 2021 : Si on chantait de Fabrice Maruca

- Seclin
  - 2009 : Les Petits Meurtres d'Agatha Christie : épisode 4 : La Maison du péril, série télévisée d'Éric Woreth[17]

## T
- Haut – A
- B
- C
- D
- E
- F
- G
- H
- I
- J
- K
- L
- M
- N
- O
- P
- Q
- R
- S
- T
- U
- V
- W
- X
- Y
- Z

- Thumeries
  - 2009 : Les Petits Meurtres d'Agatha Christie : Épisode 9 : Un cadavre sur l'oreiller, série télévisée d'Éric Woreth

- Tourcoing
  - 1976 : Le Corps de mon ennemi d'Henri Verneuil
  - 1980 : La Femme flic d'Yves Boisset
  - 1988 : La vie est un long fleuve tranquille d'Étienne Chatiliez
  - 2009 : Les Petits Meurtres d'Agatha Christie : Épisode 9 : Un cadavre sur l'oreiller, série télévisée d'Éric Woreth
  - 2015 : Trois souvenirs de ma jeunesse d'Arnaud Desplechin

## U
- Haut – A
- B
- C
- D
- E
- F
- G
- H
- I
- J
- K
- L
- M
- N
- O
- P
- Q
- R
- S
- T
- U
- V
- W
- X
- Y
- Z

## V
- Haut – A
- B
- C
- D
- E
- F
- G
- H
- I
- J
- K
- L
- M
- N
- O
- P
- Q
- R
- S
- T
- U
- V
- W
- X
- Y
- Z

- Valenciennes
  - 1981 : Sans famille, téléfilm de Jacques Ertaud
  - 1993 : Germinal de Claude Berri
  - 2003 : Livraison à domicile de Bruno Delahaye
  - 2021 : Si on chantait de Fabrice Maruca (Stade du Hainaut)

- Villeneuve-d'Ascq

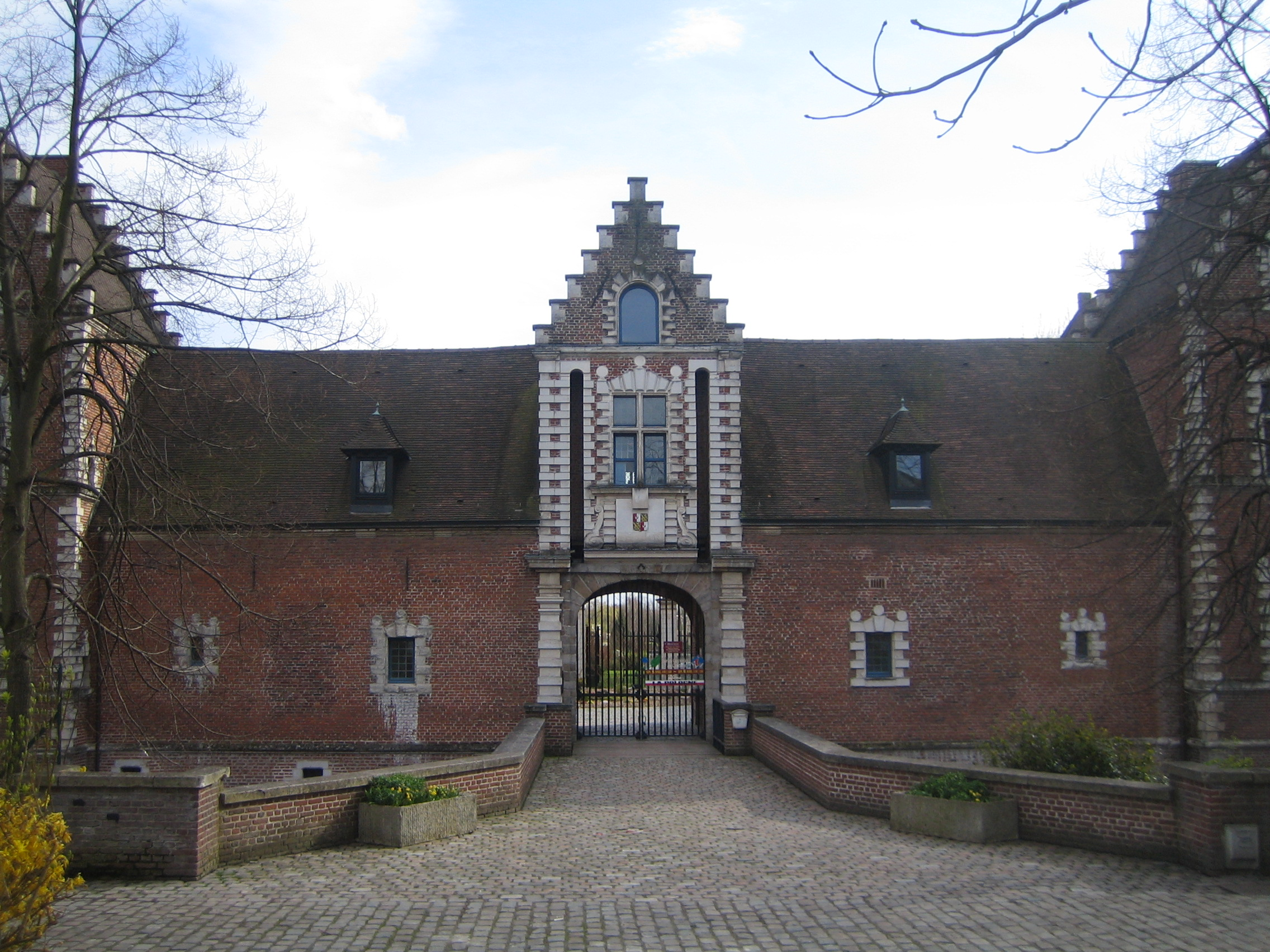
Le château de Flers, à Villeneuve-d'Ascq

  - 1988 : La vie est un long fleuve tranquille d'Étienne Chatiliez
  - 1993 : Fantômette, série télévisée de Georges Chaulet
  - 2004 : Quand la mer monte... de Yolande Moreau et Gilles Porte
  - 2007 : Contretemps de Jean Luc Baillet
  - 2007 : Maman est folle, téléfilm de Jean-Pierre Améris

## W
- Haut – A
- B
- C
- D
- E
- F
- G
- H
- I
- J
- K
- L
- M
- N
- O
- P
- Q
- R
- S
- T
- U
- V
- W
- X
- Y
- Z

- Wallers (-Arenberg) :
  - 1992 : Comme un bateau, la mer en moins de  Dominique Ladoge
  - 1993 : Germinal, Claude Berri
  - 2003 : Livraison à domicile, Bruno Delahaye
  - 2006 : La Compagnie des glaces, Paolo Barzman
  - 2007 : Moi, Louis enfant de la mine - Courrières 1906, téléfilm, Thierry Binisti
  - 2009 : L'Affaire Salengro, téléfilm d'Yves Boisset
  - 2012 : Quand l'amour s'emmêle, Claire de La Rochefoucauld
  - 2012 : L'Œil de l'astronome, Stan Neumann
  - 2012 : Les Stentors - Les Corons, clip musical
  - 2012 : Les chœur de l'Armée rouge & Vincent Niclo - Ameno, clip musical
  - 2013 : Entre mes doigts - court métrage de prévention du Tabagisme, Alexandre Dinaut
  - 2013 : Manukeen - So far gone, clip musical
  - 2014 : Tiens-toi droite, Katia Lewkowicz
  - 2015 : Lila & Valentin, Adrien Lhommedieu
  - 2015 : Corson - Raise Me Up (Je Respire Encore), clip musical
  - 2015 : Les Mauvaises Langues - Ma petite pierre, clip musical
  - 2015 : la vie devant elles, S1, Gabriel Aghion
  - 2017 : Les crimes silencieux, Frédéric Berthe
  - 2017 : la vie devant elles, S2, Gabriel Aghion
  - 2017 : Les petits meurtres d'Agatha Christie, S2 E17 "Le miroir se brisa", Rodolphe Tissot
  - 2018 : Maman a tort, François Velle
  - 2021 : Si on chantait de Fabrice Maruca
  - 2021: Germinal (mini-série) de David Hourrègue

- Wattrelos
  - 2009 : Welcome de Philippe Lioret

## X
- Haut – A
- B
- C
- D
- E
- F
- G
- H
- I
- J
- K
- L
- M
- N
- O
- P
- Q
- R
- S
- T
- U
- V
- W
- X
- Y
- Z

## Y
- Haut – A
- B
- C
- D
- E
- F
- G
- H
- I
- J
- K
- L
- M
- N
- O
- P
- Q
- R
- S
- T
- U
- V
- W
- X
- Y
- Z

## Z
- Haut – A
- B
- C
- D
- E
- F
- G
- H
- I
- J
- K
- L
- M
- N
- O
- P
- Q
- R
- S
- T
- U
- V
- W
- X
- Y
- Z

- Zuytpeene
  - 2009 : Les Petits Meurtres d'Agatha Christie : Épisode 1 : Les Meurtres ABC, série télévisée d'Éric Woreth